# Wanda Rewska Colacino
Wanda Rewska Colacino (ur. 8 kwietnia 1907 w Warszawie, zm.17 lutego 1986 w Wenecji) – polska artystka malarka.

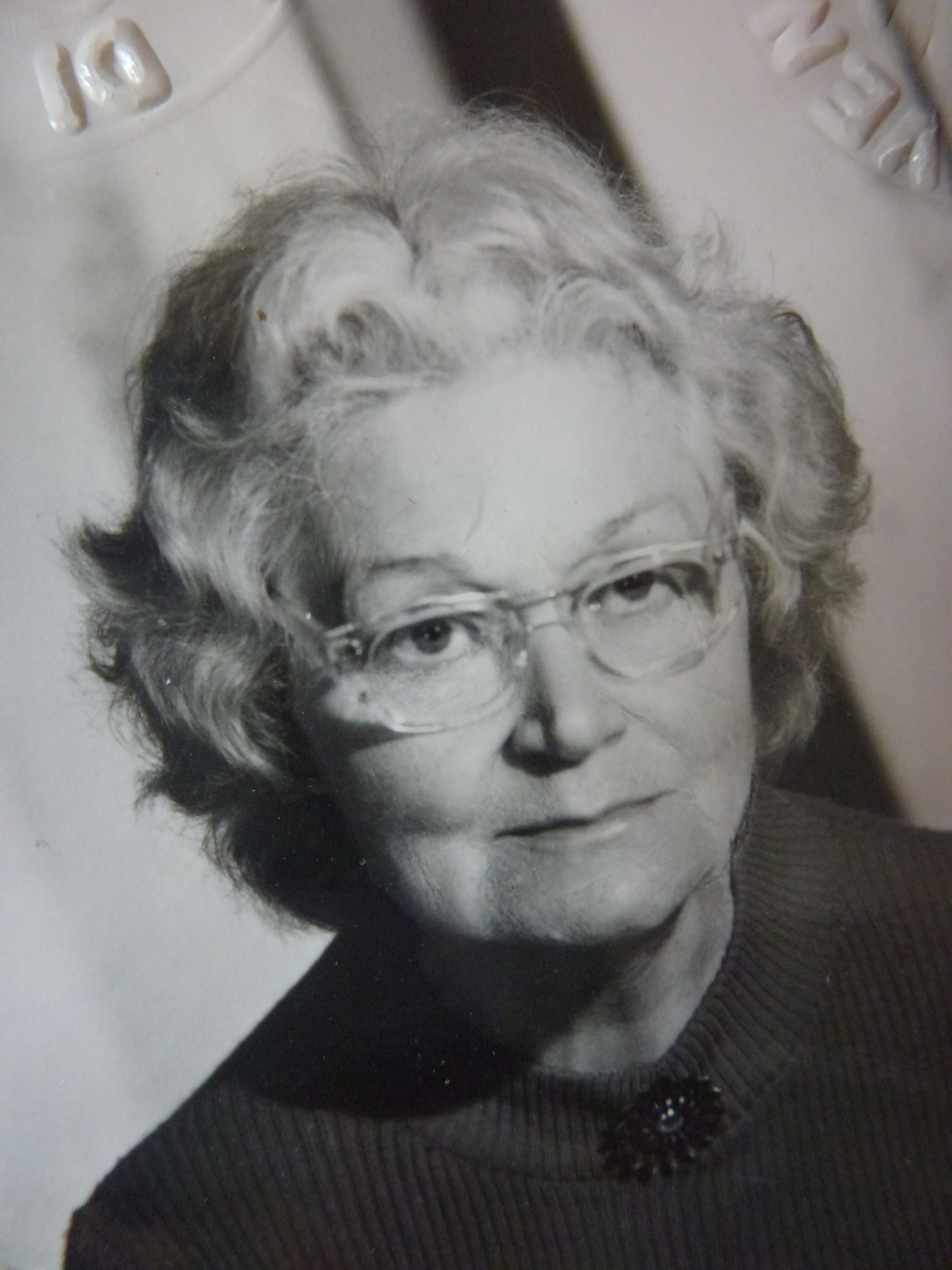
Wanda Rewska Colacino

## Życiorys
Rodzicami byli Włodzimierz Rewski (1876-1948) – polski prawnik, działacz społeczny, publicysta, kolekcjoner oraz Anna Bogusława Schirmer (1883-1969).
Kształciła się w Akademii Sztuk Pięknych w Warszawie, a swoje umiejętności doskonaliła w Académie Julian w Paryżu i u prof. Ferdinanda Sabatté, laureata nagrody „Prix de Rome” w 1900.
W swoich dziełach z biegłością posługiwała się wieloma technikami malarskimi. Jej prace obejmują akwarele, pastele, studia graficzne i szkice reklamowe, aż po obrazy olejne (martwe natury, kwiaty, portrety, widoki zewnętrzne i wewnętrzne), ikony na szkle w stylu charakterystycznym dla chrześcijańskich Kościołów wschodnich. Kolekcja akwarel Wandy Rewskiej Colacino będących przykładami jej twórczości znajduje się w Międzynarodowej Galerii Sztuki Współczesnej Ca 'Pesaro w Wenecji. Obrazy Wandy Rewskiej można znaleźć również w Galerii Sztuki Polskiej na Obczyźnie w Bibliotece Uniwersyteckiej w Toruniu, w licznych domach aukcyjnych i w kolekcjach prywatnych.
Paolo Rizzi, włoski krytyk sztuki, kurator pierwszej wystawy obrazów Wandy Rewskiej w weneckiej galerii S. Angelo w 1972, pisał:

„...polska malarka, z wyboru wenecjanka, po cierpliwych namowach, zdecydowała się wyjść ze swojej anonimowości i zaprezentowała swoje obrazy publiczności. Uczyniła to z wielkim niepokojem. Mistrzostwo techniki połączone z wyczuciem atmosfery, przywodzi na myśl największych artystów przeszłości, nawet takich jak Francesco Guardi, z którym z pewnością istnieje pokrewieństwo, przynajmniej w nieuchwytnej mobilności plam koloru. Malarka oczywiście nie wyrzeka się swojego pochodzenia: w Warszawie pierwszą lekcją, jaką odebrała, była lekcja francuskiego impresjonizmu, choć zapożyczonego przez silniejszą wrażliwość, z akcentami jasnego środkowoeuropejskiego dekoryzmu. Jakość barwy chromatycznej odróżnia ją od Francuzów, a tym bardziej od wenecjan. Najbardziej oczywistym przykładem są kwiaty o jasnych barwach, umiejętnie kontrastujące z stonowanym tłem, zgodnie z gustem mającym niewątpliwie pochodzenie etniczne. Maniera” ustępuje esencji czystego malarstwa przedstawionego w formie otwartej pieśni, bogatej w folklorystyczne rezonanse. Krótko mówiąc, świat Wandy Rewskiej Colacino to bardzo osobliwy świat malarstwa, w którym nie ma wielu akcentów lokalnego stylu, może poza niedokończoną i fermentującą grą świateł akwareli. Jednak przy całej swojej romantycznej (a więc nordyckiej) wrażliwości malarka pozostaje wenecka do szpiku kości, nie tylko dlatego, że zapuściła tu korzenie od dziesięcioleci, ale dlatego, że rozumiała i umiała interpretować unoszącego się w powietrzu ducha, nieuchwytnego a jednak zawsze obecnego, jak słodkie utyskiwanie.”

Mężem  Wandy Rewskiej był pochodzący z Kalabrii Włoch, Clemente Colacino (1897-1970). Dr Colacino był dziennikarzem, pionierem grafologii i pisarzem. Wanda Rewska Colacino zaopatrzyła ilustracjami jego tom wierszy. W czasie II wojny światowej służył w armii włoskiej w stopniu kapitana

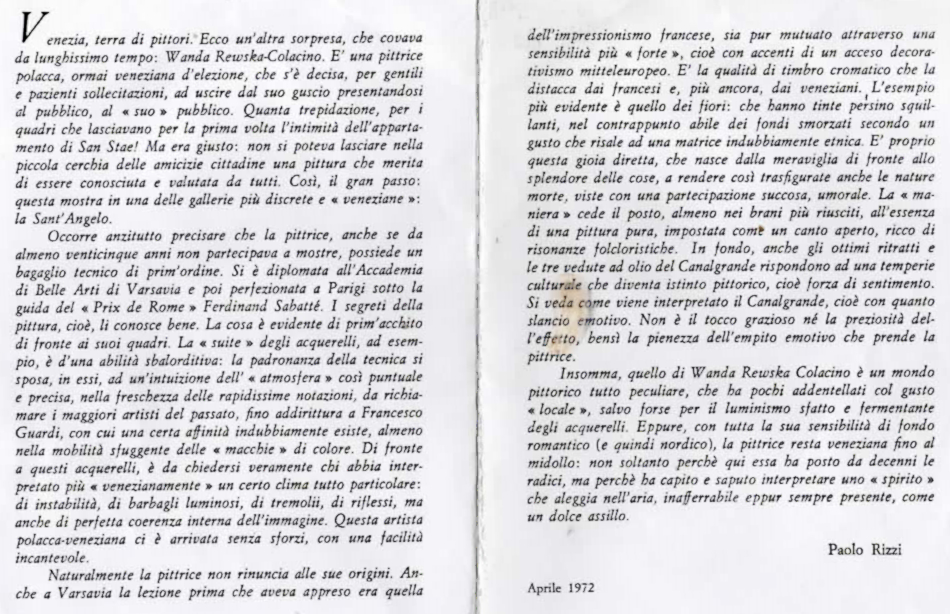
Recenzja napisana na potrzeby wystawy w galerii S. Angelo w Wenecji

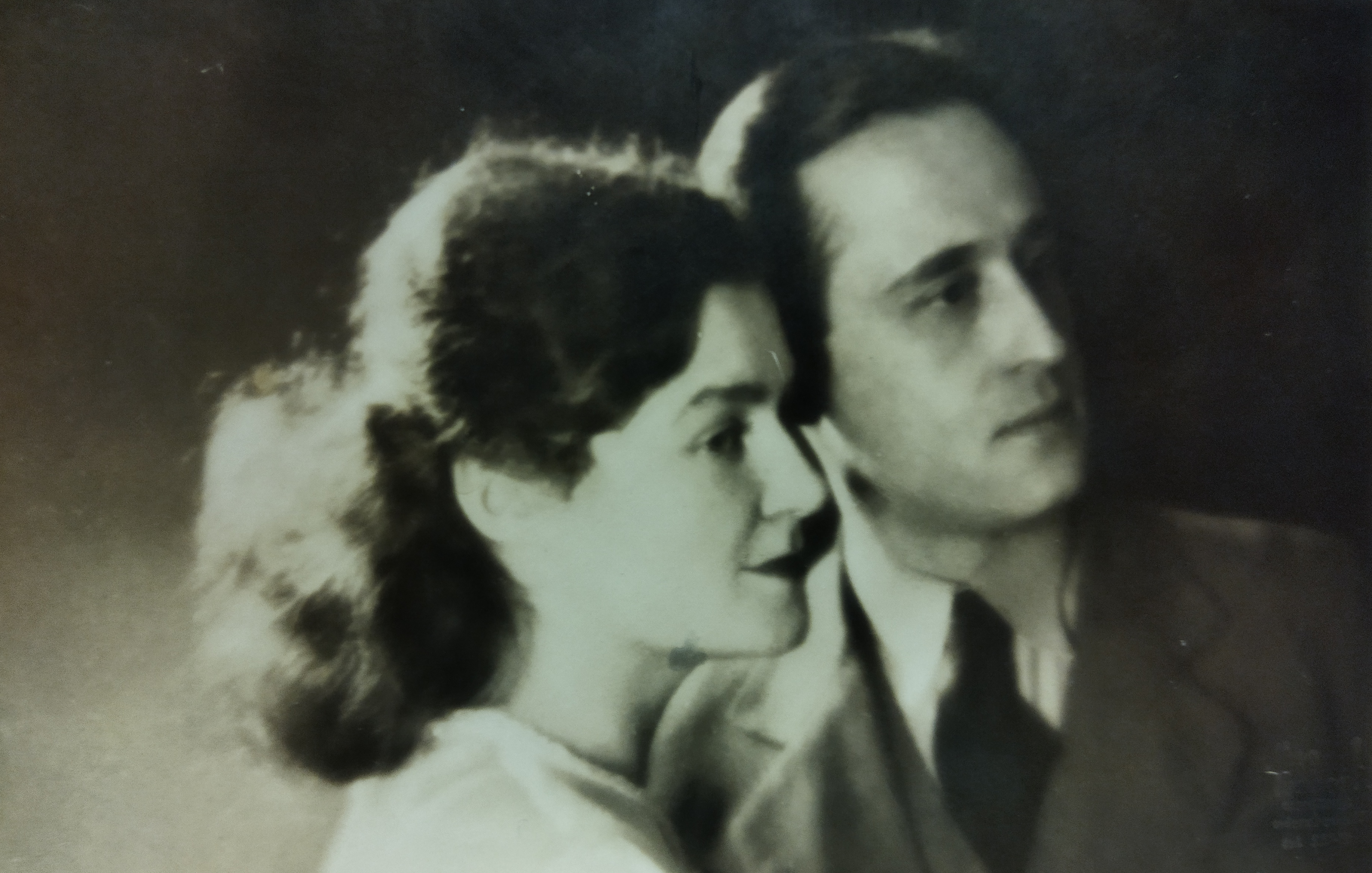
Wanda Rewska i Clemente Colacino 1935

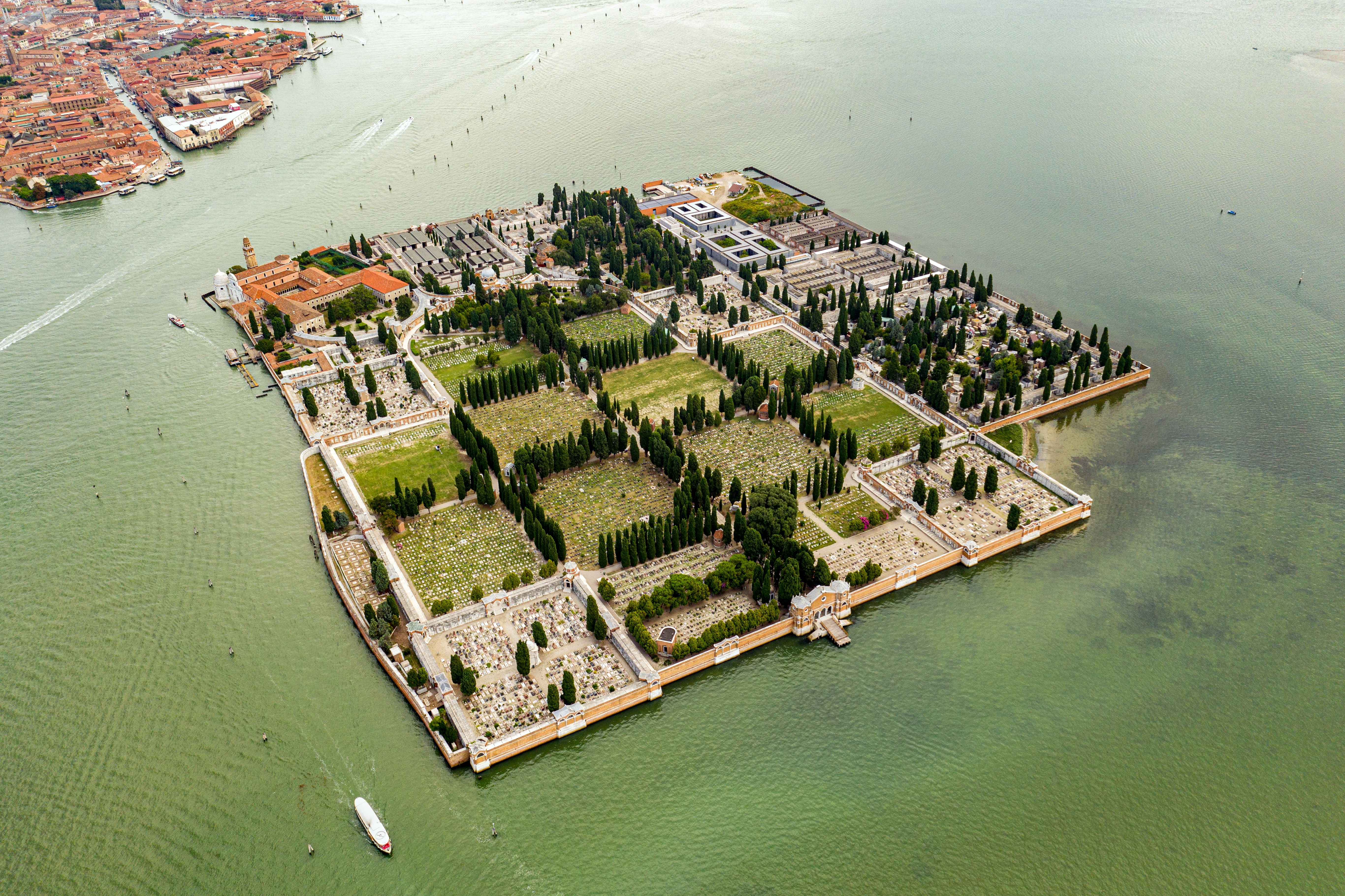
Cmentarz na wyspie San Michele w Wenecji

Mieszkający w Wenecji państwo Colacino odwiedzali Polskę przed wybuchem II wojny światowej i po 1960, gdy Wanda Rewska Colacino odzyskała obywatelstwo polskie. Po śmierci męża mieszkała w Wenecji przy Corte Correggio Cannaregio 2211, niedaleko Palazzo Corner della Regina. Mieszkanie jej było miejscem spotkań małej społeczności weneckich Polaków. Tu powstało też wiele obrazów Wandy Rewskiej Colacino. Zaprzyjaźniła się z Giselą König Cevales, Niemką, która od 1963 mieszkała w Wenecji i przy jej pomocy zorganizowała wystawy w Galleria S.Angelo w Wenecji.
Wanda Rewska Colacino zmarła 17 lutego 1986 i została pochowana na cmentarzu na wyspie San Michele w Wenecji.
Miała brata Zbigniewa Rewskiego (1905-1989), historyka sztuki, konserwatora zabytków.